# Машагатов, Василий Фомич
Василий Фомич Машагатов — советский хозяйственный, государственный и политический деятель, доктор медицинских наук, профессор.

## Биография
Родился в 1924 году в деревне Старый Постол. Являлся членом КПСС.
С 1942 года — на хозяйственной, общественной и политической работе. В 1942—1986 гг. — счетовод колхоза им. В. И. Чапаева в деревне Сизяшур Нылгинского района, курсант 2-го Московского пулеметного училища, частник Великой Отечественной войны, командир взвода 717-го стрелкового полка 170-й стрелковой дивизии, счетовод колхоза «Красный партизан» деревни Кулай-Норья Нылгинского района, студент Ижевского государственного медицинского института, клинический ординатор, ассистент кафедры пропедевтики внутренних болезней Ижевского государственного медицинского института, исполняющий обязанности, заведующий кафедрой пропедевтики внутренних болезней Ижевского государственного медицинского института, Председатель Верховного Совета Удмуртской АССР.
Делегат XXIV съезда КПСС.
Почетный гражданин Удмуртии.
Умер в Ижевске в 1996 году.